# Móric Beňovský

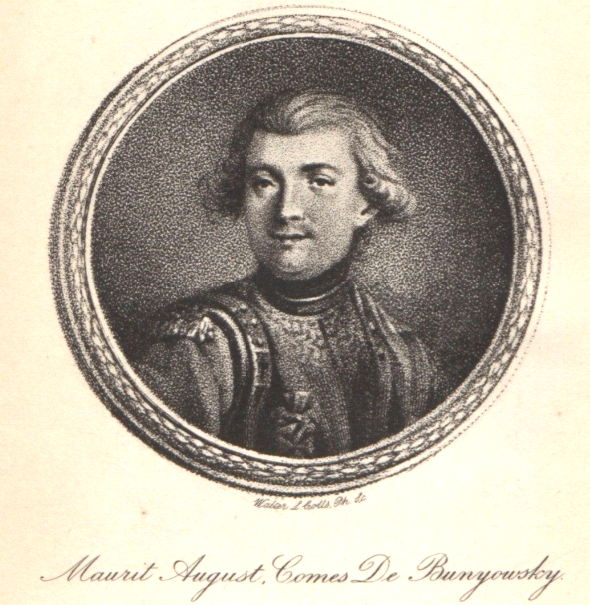
Móric Beňovský

Móric Beňovský (Hongaars: Benyovszky Móricz) (Vrbové, 20 september 1746 – Mauritanië, 23 mei 1786) was een piraat, avonturier, schrijver en militair officier. Hij kwam uit het Russische gedeelte van Polen en had een Slowaakse vader en een Hongaarse moeder. Hij had de titel van graaf, maar hij is ook bekend als baron Móric Beňovský.
Beňovský nam deel aan een opstand tegen de Russische overheersers van zijn geboorteland. Hij werd gevangengenomen en naar Siberië getransporteerd. Daar wist hij te ontsnappen.
Na enkele jaren werd weer van hem vernomen. Hij hield zichzelf in leven als piraat; de Indische Oceaan was zijn werkgebied. Hij plunderde verschillende schepen en begroef zijn schatten vaak op het eiland Madagaskar. Sommige van zijn schatten zijn nooit gevonden.
Later riep Beňovský zich uit tot koning van Madagaskar, maar hij is daar nooit erkend. In het jaar 1786 werd hij afgezet door de Franse troepen en liet daarbij het leven.
De bovenstaande gegevens zijn ontleend aan een biografie waarin ervan uitgegaan wordt dat Beňovský inderdaad een piraat was. Andere biografieën omschrijven hem alleen als een avonturier, zeker niet als een piraat. 

Vast staat dat een Maurycy August Beniowski (in het Pools) of Benyovszky Móric (in het Hongaars) heeft geleefd van 20 september 1746 tot 23 mei 1786. Hij was de eerste Europese zeeman die naar het noordelijke deel van de Stille Oceaan voer, nog voordat James Cook daarin slaagde.
Ook deze Beňovský komt terecht in Siberië en Madagaskar, maar onderneemt ook reizen naar o.a. China. In drie delen heeft hij zijn ervaringen vastgelegd.